# Републикански път III-375
Републикански път IIІ-375 е третокласен път, част от републиканската пътна мрежа на България, преминаващ по територията на области Пазарджик и Пловдив. Дължината му е 40,6 км.
Пътят се отклонява наляво при 148,2 км на Републикански път II-37 в северната част на град Пещера и се насочва на изток по долината на Стара река. Преминава последователно през селата Бяга и Исперихово, преодолява южната част на Бесапарските ридове и слиза в село Ново село, където навлиза в Горнотракийската низина. След това пресича река Въча, преминава през центъра на село Йоаким Груево, заобикаля от юг село Кадиево и по бул. „Пещерско шосе“ навлиза в Пловдив от запад. При кръстовището с бул. „Васил Априлов“ завива на север, пресича река Марица и достига до кръстовището с бул. „България“ при 225,4 км на Републикански път I-8.
| Пътища, отклоняващи се надясно (населено място, № на пътя, посока на пътя) | Км   | Пътища, отклоняващи се наляво (посока на пътя, № на пътя, населено място) |
| -------------------------------------------------------------------------- | ---- | ------------------------------------------------------------------------- |
| Община Пещера, Област Пазарджик, II-37, 148,2 км, гр. Пещера ←             | 0,0  | ← гр. Пещера, 148,2 км, II-37, Област Пазарджик, Община Пещера            |
| Община Брацигово                                                           | 4    | Община Брацигово                                                          |
| (за гр. Брацигово) общински път ←                                          | 5,2  | → общински път (за с. Капитан Димитриево)                                 |
| с. Бяга                                                                    | 7    | с. Бяга                                                                   |
| (за с. Козарско) общински път ←                                            | 9,5  |                                                                           |
| (за с. Козарско) общински път, с. Исперихово ←                             | 12,3 | ← с. Исперихово, 12,7 км, III-8004 (от 199,3 км на I-8)                   |
| Община Стамболийски, Област Пловдив                                        | 14,5 | Област Пловдив, Община Стамболийски                                       |
| с. Ново село                                                               | 16,7 | → с. Ново село, общински път (за с. Триводици)                            |
| (за с. Куртово Конаре) общински път, с. Ново село ←                        | 17,1 | с. Ново село                                                              |
| (от гр. Смолян) III-866, 119,6 км →                                        | 19,0 | → 119,6 км, III-866 (до 210,3 км на I-8)                                  |
|                                                                            | 22,9 | → общински път (за гр. Стамболийски)                                      |
| (за гр. Перущица) общински път, с. Йоаким Груево ←                         | 23,6 | с. Йоаким Груево                                                          |
| (за с. Брестовица) общински път, с. Йоаким Груево ←                        | 24,5 | с. Йоаким Груево                                                          |
| Община Родопи                                                              | 25,7 | Община Родопи                                                             |
| с. Кадиево                                                                 | 27,7 | с. Кадиево                                                                |
| (за с. Златитрап) общински път ←                                           | 30,2 | → общински път (за с. Оризари)                                            |
| Община Пловдив                                                             | 32,8 | Община Пловдив                                                            |
| (от 221,9 км на I-8) II-86, 2,2 км →                                       | 33,5 | → 2,2 км, II-86 (до ГКПП Елидже)                                          |
| (от ГКПП Калотина) I-8, 225,4 км, гр. Пловдив →                            | 40,6 | → гр. Пловдив, 225,4 км, I-8 (до ГКПП Капитан Андреево - Капъкуле)        |